# Anseendeskydd
Anseendeskydd är i svensk lag ett skydd som utgår för väl ansedda varumärken. Det rör sig om ett utökat skydd vid jämförelse med grundregeln. Reglerna beskrivs i 1 kap. 10 § Varumärkeslagen (2010:1877).